# Cuenca estructural
| Corteza oceánica (según su edad) 0-20 Ma 20-65 Ma >65 Ma | Corteza continental Escudos o cratones antiguos Plataformas (escudos con cobertera sedimentaria) Cadenas orogénicas Cuencas tecto-sedimentarias Provincias ígneas Corteza adelgazada (por extensión cortical) |

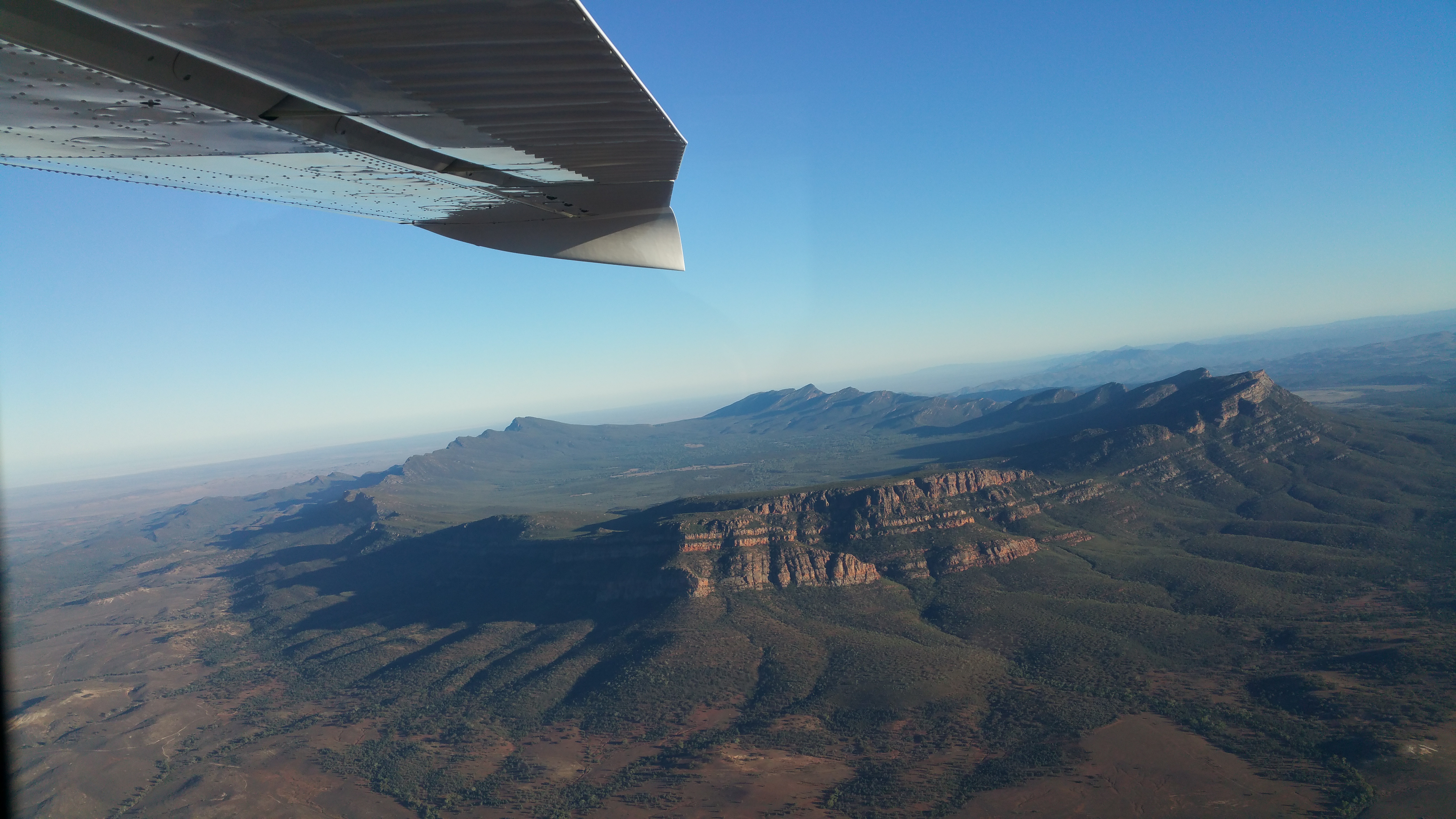
Cuenca estructural de Wilpena Pound en Australia del Sur

Una cuenca estructural es una formación estructural a gran escala de estratos rocosos formada por la deformación tectónica (plegamiento) de estratos previamente planos. Son depresiones geológicas, la inversa de los domos. Las cuencas estructurales alargadas también se conocen como sinclinales. Algunas son cuencas sedimentarias, agregaciones de sedimentos que rellenaron una depresión o se acumularon en una zona. Otras se formaron por acontecimientos tectónicos mucho después de que se depositaran las capas sedimentarias.
Las cuencas pueden aparecer en un mapa geológico como aproximadamente circulares o elípticas, con capas concéntricas. Dado que los estratos se inclinan hacia el centro, los estratos expuestos en una cuenca son progresivamente más jóvenes de fuera hacia dentro, con las rocas más jóvenes en el centro. Las cuencas suelen tener una gran extensión, a menudo cientos de kilómetros.
Las cuencas estructurales suelen ser fuentes importantes de carbón, petróleo y agua subterránea.

## Ejemplos

### Europa
- Cuenca de Hampshire, Reino Unido
- Cuenca de Londres, Reino Unido
- Cuenca de París, Francia
- Cuenca Pérmica, Polonia, norte de Alemania, Dinamarca, Países Bajos, Mar del Norte y Escocia
- Cuenca de Turgay, Kazajistán

### América del norte

#### Trinidad y Tobago
- Cuenca Sur, Trinidad

#### Estados Unidos
- Cuenca de Albuquerque, Nuevo México
- Cuenca de los Apalaches, este de Estados Unidos
- Cuenca del Big Horn, Wyoming
- Cuenca del Guerrero Negro, Alabama y Misisipi
- Cuenca de Delaware, Texas y Nuevo México
- Cuenca de Denver, Colorado
- Cuenca de Illinois, Illinois
- Cuenca de Los Ángeles, California
- Cuenca de Míchigan, Míchigan
- Cuenca del Colorado del Parque Norte
- Cuenca Paradox, Utah y Colorado
- Cuenca Pérmica, Texas y Nuevo México
- Cuenca de Piceance, Colorado
- Cuenca del río Powder, Wyoming y Montana
- Cuenca de Ratón, Colorado y Nuevo México
- Cuenca de Sacramento, California
- Cuenca de San Juan, Nuevo México y Colorado
- Cuenca de Uinta, Utah
- Cuenca Williston, Montana y Dakota del Norte
- Cuenca del río Wind, Wyoming

### Oceanía

#### Australia

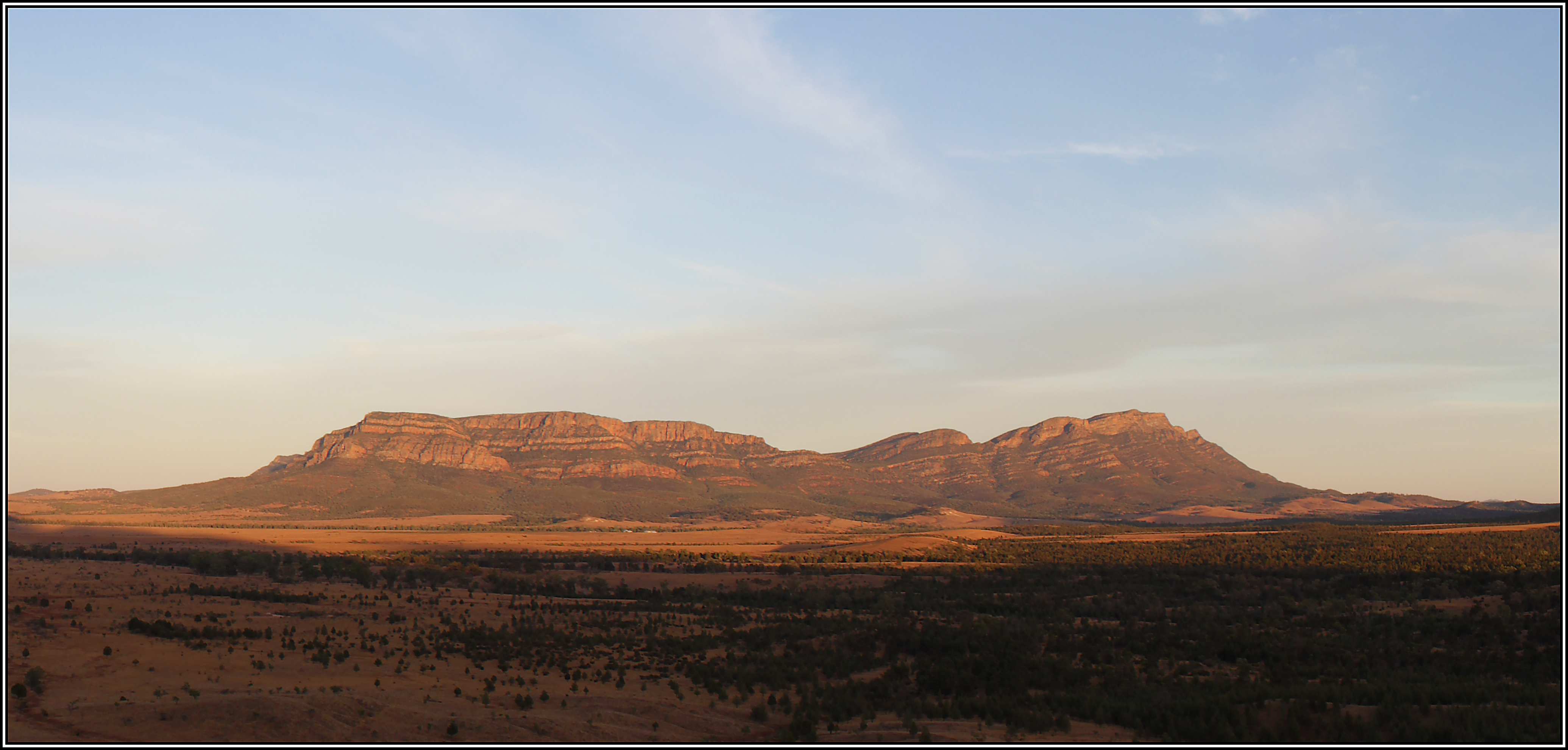
Cuenca estructural de Wilpena Pound

- Cuenca de Amadeo
- Cuenca Bowen
- Cuenca Cooper
- Cuenca de Galilea
- Gran Cuenca Artesiana
- Wilpena Pound

### Sudamérica
- Cuenca del Chaco, Argentina, Bolivia y Paraguay
- Cuenca de Magallanes, Chile
- Cuenca Neuquina, Argentina y Chile
- Cuenca del Paraná, Argentina, Brasil, Paraguay y Uruguay
- Cuenca de los Llanos, Colombia